# 5955 Khromchenko
5955 Khromchenko este un asteroid din centura principală de asteroizi.

## Descriere
5955 Khromchenko este un asteroid din centura principală de asteroizi. A fost descoperit pe 2 septembrie 1987 la Observatorul astrofizic din Crimeea de Liudmila Cernîh. Asteroidul prezintă o orbită caracterizată de o semiaxă mare de 2,81 ua, o excentricitate de 0,09 și o înclinație de 7,9° în raport cu ecliptica.